# 신장 분쟁
신장 분쟁(중국어: 新疆冲突) 또는 위구르-중국 분쟁은 중국의 북서부 신장 자치구에서 진행중인 분쟁이다. 1931년부터 시작된 이 분쟁은 중단과 재개를 반복했고, 현재 발생하는 일련의 분쟁은 1997년부터 재개된 것이다.
이 지역이 중화인민공화국으로 편입된 이후, 1950년대부터 1970년대까지 한족의 대규모 이주, 중국 문화통합을 위한 정부 정책, 특정 위구르 정체성 표현 처벌, 분리주의에 대한 엄격한 처벌은 위구르인과 경찰, 한족 사이의 긴장에 기여했다. 이러한 사실들은 바렌 타운십 폭동, 1997년 우루무치 버스 폭파, 굴자 시위, 2009년 6월 사오관 사건 및 그에 따른 2009년 7월 우루무치 소요 사태, 2011년 호탄 공격, 2014년 우루무치 역 폭탄 테러, 2014년 5월 우루무치 시 폭탄 테러, 2014년 쿤밍 기차역 학살 및 2015년 아커쑤 탄광 공격과 같은 테러 행위를 초래했다. 세계 위구르 회의와 같은 다른 위구르 조직은 전체주의, 종교적 편협성, 테러리즘을 정책적인 도구라고 비난했다.
최근 몇 년 동안 중국 정부의 정책은 신장 재교육 캠프에서 백만명이 넘는 위구르인과 기타 무슬림 소수 민족 집단을 재판없이 감금하고 대량 감시하는 것이었다. 소수민족들이 감옥 내 노동에 동원되고, "노동을 통한 재교육" 프로그램(2013년 폐지된 것으로 추정)에 투입되는 것으로 추정된다는 보도가 이어졌다. 국제 전문가들은 중국화 정책을 문화 학살의 사례로 분류했다.
이러한 주장은 중국 정부에 의해 부인되었고 유엔 인권 이사회 44차 회의에서 이것이 논쟁의 대상이 되었다. 2020년 이루어진 이 회의에서 39개국은 신장 위구르인들에 대한 중국의 행위를 비난했다. 같은 해 7월, 45개국으로 구성된 단체가 유엔 인권 위원회에 중국이 위구르인들과 신장 지역의 다른 무슬림들에 대한 행동을 옹호하는 서한을 발표했다.

## 배경
신장은 중화 인민 공화국 내의 중앙 아시아 지역으로 많은 소수 집단으로 구성되어 있다. 인구의 45%가 위구르인이고 40%가 한인이다. 산업화된 수도 우루무치의 인구는 230만명 이상으로, 그 중 약 75 %는 한족, 12.8 %는 위구르족, 10 %는 기타 민족 출신이다.
일반적으로, 위구르인들과 대부분의 한족 정부는 신장 지역에서 더 큰 역사적 권리를 가지고 있는가에 대해 의견이 다르다. 위구르인은 자신의 조상이 이 지역의 토착민이라고 생각하는 반면, 정부는 신장이 한나라 때인 기원전 200년 경부터 중국에 속했다고 간주한다. 중국 정책에 따르면 위구르인은 소수 민족으로 분류된다. 그들은 신장의 토착민으로 간주되지 않으며 토지에 대한 특별한 권리가 주어지지 않는다.  마오쩌둥 시대 에 중국은 이 지역을 경제적으로 장악하고 있다는 비난을 받아온 수백만명의 한족의 신장으로의 이주를 진행했다.
현재 중국의 소수 민족 정책은 적극적 우대조치로, 이는 한족과 구별되는 위구르족의 민족성을 강화시켰다.   그러나, 휴먼 라이트 워치는 이에 반박하며 중국이 저지른 "종교 활동 감시, 통제, 탄압의 다단계 시스템"을 주장한다. 현재 100,000명 이상의 위구르인이 "재교육 캠프"에 수감되어 있는 것으로 추정되며, DJI에서 생산한 드론을 활용한 광범위 감시 활동이 펼쳐지고 있다고 한다. 중국은 이런 조치를 극단적인 분리주의 무장 단체들의 테러 위협에 대한 대응으로써의 조치로 정당화한다. 이러한 정책은 한족과 위구르족 간의 오랜 편견과 더불어두 민족 사이에 긴장을 불러 일으켰다.  정책의 결과, 위구르인들의 종교와 사회운동의 자유가 축소되었다.  위구르인의 대부분은 정부가 자신들의 역사와 전통 문화를 경시한다 생각한다. 
한편, 일부 한족 시민들은 위구르인들이 대학 입학 우대, (현재는 폐지된) 한 자녀 정책 면제와 같은 특별 대우의 혜택을 받고 있으며, 분리주의에 대한 열망을 품고 있는 것으로 보고있다. 그럼에도 불구하고 2013년에 적어도 직장 내에서는 위구르-한 관계가 비교적 우호적 인 것으로 나타났으며, 2009년 조사에 따르면 위구르 응답자의 70 %는 한족 친구가 있고 한족의 82 %는 위구르족 친구가있는 것으로 나타났다.
최근에는 위구르 분리주의에 대응하기 위해 신장 일부 지역에서 위구르 출생률을 제한하고 한족 출산율을 높이려는 시도가있었다.

## 제한
위구르인들은 종교적 권리가 없으며 그들의 종교인 이슬람에 반하는 행동인 돼지고기를 먹거나 강제 결혼, 음주 등을 하도록 강요당했다. 중국은 신장 지역과는 다르게 신장 지역이 아닌 곳의 비 위구르인의 어린이들이 모스크에 참석하는 것을 금지하지 않는다.  1980년대 이후 중국은 분리주의 정서를 이유로 신장을 제외한 무슬림 지역에서 이슬람 사립 학교 (중국-아랍 학교 (中阿学校))의 설립을 허용했다.
위구르인들과 달리 국가에 고용된 후이족 무슬림은 라마단 기간 동안 단식을 할 수 있다. 하즈에 참가하는 후이족의 수가 증가하고 있으며, 후이족 여성은 베일을 착용할 수 있지만 위구르 여성은 베일의 착용이 허용되지 않는다. 중국 정부는 지역에 따라 종교의 자유에 대해 차별적 대우를 하고 있다. 후이족에게는 종교의 자유가 인정된다. 그들은 종교를 실천하고, 모스크를 짓고, 자녀가 모스크에 가도록 할 수 있다. 반면 신장 위구르족들에게는 상당한 통제가 시행된다.  또한, 후이족 종교 학교가 허용되며, 모스크와 후이 수피 지도자가 운영하는 학교들이 정부의 승인을 받아 자율적으로 조직되었다.  '디플로매트'에 따르면, 위구르의 종교 활동은 축소되었지만 후이족 무슬림은 광범위한 종교의 자유를 부여 받았다. 따라서, 중국 정부는 위구르의 분리주의를 탄압하고 있다고 볼 수 있다.
20세기의 마지막 20년 동안 투르판의 위구르 인은 종교와 관련하여 중국의 호의적인 대우를 받았다. 반면 카슈가르와 호탄은 엄격한 정부 통제를 받았다.   투르판의 위구르와 한족 공산당원들은 위구르 어린이들에게 이 법을 거부하면서 이슬람 교육을 허용했다.  중국 정부는 위구르 공산당원들을 위해 종교행사와 하지를 장려했고 1979년부터 1989년까지 350개의 이슬람 사원이 투르판에 세워졌다. 그 결과, 투르판의 위구르인들은 한족, 후이족, 중국 정부를 긍정적으로 평가했다. 1989년 신장에는 20,000개의 사원이 있었다. 1996년 분리주의 소요가 있기 전까지 중국은 공식적으로 종교적 준수를 금지하는 규정을 따르지 않는 것을 허용했다. 중국 정부의 지원으로 우루무치에 대형 모스크가 지어졌고, 남부 신장에서는 종교 활동을 금지하는 법이 시행되었지만, 우루무치에선느 상대적으로 느슨하게 시행되었다.

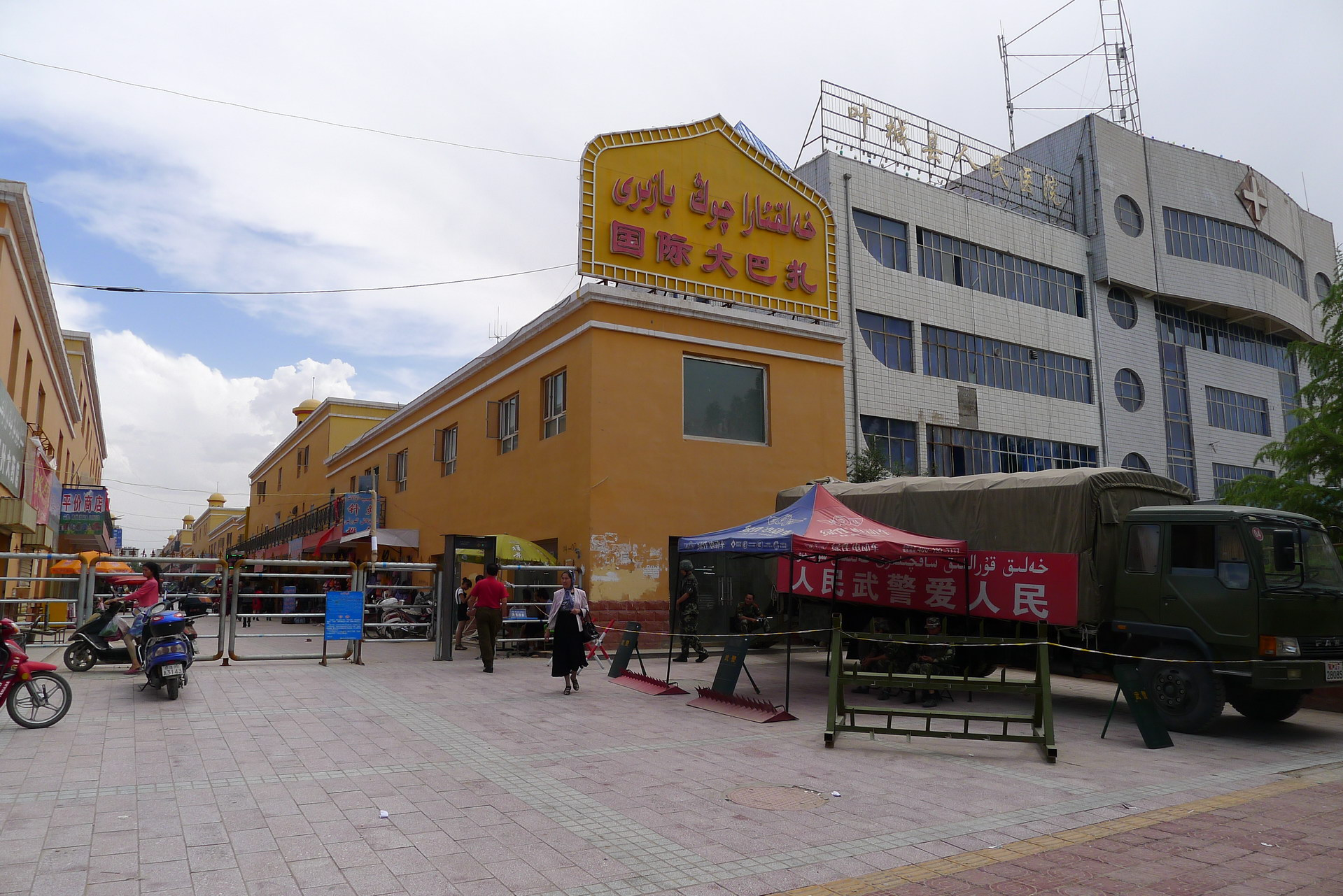
Kargilik bazaar의 무장 경찰 및 금속 탐지기

'이코노미스트'에 따르면 2016년, 위구르 인들은 신장 내에서 이동하는 데 어려움을 겪었으며 검문소가 있는 울타리 내에서 생활했다. 남부 우루무치의 각 아파트 문에는 QR 코드 부착돼 있어 경찰이 주민들의 신원을 쉽게 확인할 수 있었다.
2017년 해외 위구르 운동가들은 라마단 기간 중 식사를 거부한 죄로 위구르인들에게 벌금이나 재교육 프로그램 적용, 메카 순례에서 돌아온 수백명의 위구르인의 억류, 무함마드 등과 같은 무슬림들의 표준적인 이름이 신생아에게 금지되는 등의 새로운 규제를 받고 있다고 주장했다. 또한 중국 정부의 "짝짓기와 가족되기" 프로그램의 일환으로 한족 공무원이 억류된 위구르인의 집에 거주하도록 배정되었다고 주장했다. 또한 위구르인과 외부인을 위한 별도의 대기열이있는 것으로 알려졌으며, 위구르인은 많은 곳에서 신분증을 확인받아야 했다.

### 재교육 캠프
2017년부터 정치적 세뇌를 받고 강제 낙태, 강제 불임, 강간, 고문 등의 행위를 하고 있다고 추정되는 재교육 캠프에 사람들이 수감되어 있다는 보도가 나왔다. 2018년에는 이 숫자가 수십만으로 추정되었다.
이로 인해 인종 차별 철폐위원회, 미국 등 22개국 및 인권 단체가 비난을 받고 있다.
그러나 중국을 비롯한 50여 개국은 재교육 캠프가 정치적 재교육이 아닌 직업 훈련을 위한 인도적 대테러 조치라고 주장하며 인권 문제를 정치화하는 행위를 비판했다. 2020년 9월 중국공산당 중앙위원회 총서기 시진핑은 “새로운 시대의 신장 통치를 위한 당의 전략이 완벽히 옳고, 이것이 오랫동안 지켜져야 한다는 것을 증명했다”고 말했다. 시진핑은 중국공산당 전체가 새로운 시대에 신장을 통치하는 당의 전략을 정치적 과제로 삼고 이를 완전하고 정확하게 이행하기 위해 노력할 것을 요구했다.

## 타임 라인

### 20세기 이전
중국인과 민족주의 위구르인 역사가들 모두 이 지역에 대한 그들 각 단체의 관계를 과장하는 등 이 지역의 역사는 고도로 정치화되었다. 실제로, 신장 지역은 10세기에 중앙아시아에서 이주해 온 위구르를 포함한 여러 민족들의 고향이 되었다. 다양한 중국 왕조들이 때때로 현재 신장 지역에 대한 통제권을 행사해왔지만, 현재의 신장 지역에 대한 중국의 지배는 청나라의 만주족이 주도한 서방 확장(몽골과 티베트를 합병했다)의 결과로 볼 수 있다.
초기 청나라의 통치는 "문화 다원주의적 접근"으로 특정된다. 이에 따라 중국인들의 신장 지역으로의 정착은 금지되었고, 지배를 받는 지역의 토착 관리들을 통한 간접 통치가 시행되었다. 중국의 다른 지역에서 반란으로 인해 지방 인구에 부과되는 세금 부담이 증가하면서 후이족이 이끄는 무슬림 반란이 다수 발생했다. 후이족의 거주 지역은 후에 탈환되었고 1884년에 공식적으로 편입되었다.
청나라의 통치가 끝나 갈 때쯤, 청나라는 신장을 제국 국경의 다른 지역들과 함께 식민지화하려 했다. 이의 달성을 위해 청나라는 한족을 국경에 정착하게 하는 "정착형 식민주의" 정책을 실시했다.

### 20세기
1928년 중화민국 시절 신장 동부의 반 자치구 쿠물 칸국 총독 양쩡신(Yang Zengxin)이 암살된 후, 그의 직위는 진수런(Jin Shuren, 金樹仁)이 이었다. 1930년, 쿠물 칸국의 막수드 샤가 죽자, 진수런은 칸의 지위를 완전히 폐지하고 군벌로서 이 지역을 장악했다. 부패와 토지의 유용(流用), 중국군에 의한 곡물과 가축 약탈은 1933년 동튀르키스탄 제1공화국을 수립한 쿠물 반란의 원인이 되었다. 1934년, 동튀르키스탄 제1공화국은 소련의 도움을 받은 성스차이(Sheng Shicai, 盛世才)에 의해 정복되었다. 성스차이의 지도력은 소련의 영향력이 컸으며 1937년의 사례처럼 반란을 진압하는 데 소련의 도움을 받는 대가로 신장의 천연 자원을 공개적으로 제공했다. 전부터 사용되고 있었지만, "위구르"라는 용어가 일반 튀르크인에 대해 공식적으로 사용된 것이 이 시기였다. 1942년 성스차이는 소련을 버리고 중화민국과의 화해를 꾀했다.
1944년 일리 반란은 동튀르키스탄 제2공화국의 설립으로 이어졌다. 소련이 개입했다는 정황적인 증거가 남아있고, 반란군은 주로 지역 주민의 지지를 받는 튀르크계 무슬림들로 이루어져 있지만, 새로운 국가는 소련에 무역과 무기의 공급 등을 의존했으며, 국가의 "존립"에 대한 문제 또한 소련의 암묵적 동의를 받았다. 국공내전에서 공산당이 국민당을 격파했을 때, 소련은 공산당 인민해방군의 탈환을 도왔다.
1955년, 신장 위구르 자치구가 설립되었다.
1950년대 후반과 1960년대 초반에 6만에서 20만명의 위구르인과 카자흐스탄인, 기타 다른 소수 민족들은 대약진 운동의 결과로 중국을 떠나 소련으로 도피했다. 중소 분쟁 심화됨에 따라 소련은 중국을 비판하는 대대적인 선전전을 벌였고, 소수 집단의 이주와 반란을 장려했으며, 분리주의를 주장해 중국의 주권을 훼손하려 시도했다. 1962년 소련 영사관이 중국 탈출을 위한 여권을 배포했으며, 이에 중국은 소련 시민에 대한 출국 허가증 발급을 중단했다여권을 배포했기 때문에 소련 시민에 대한 출국 허가 발급을 중단했다. 그 결과 이닝시에서 일어난 시위에 대해 인민해방군은 사격을 가했고, 이는 추가적인 시위의 발생과 집단 탈출을 촉발시켰다. 이에 대한 대응으로 중국은 비한족 인구를 국경에서 떨어진 곳으로 이주시켜 완충지대를 만들었고, 후에 이곳은 한족 농민들과 신장 생산 건설 병단으로 채워졌다. 카자흐스탄에 기반을 둔 소수 민족 게릴라 단체들이 자주 중국 국경 초소를 습격하고 1969년 중국과 소련이 국경에서 충돌하면서 10년 내내 긴장이 고조되었다.
1950년대부터 1970년대까지 국가가 주도한 신장으로의 대규모 이주는 한족의 수를 인구의 7%에서 40%로 증가시켜 민족적 긴장을 악화시켰다. 한편, 영아 사망률 감소, 의료 서비스 개선, 한 자녀 정책의 느슨함은 신장 지역의 위구르 인구가 1960년대 400만명에서 2001년 800만명으로 증가하는 데 도움을 주었다.
1968년 동튀르크스탄 민족 혁명당은 위구르 분리주의 단체의 최대 무장조직으로 소련의 지원을 받았을 것으로 추정된다. 1970년대에 소련은 동투르퀴스탄 혁명전선을 지원하여 중국과 싸웠다. 
1979년 소련이 아프가니스탄을 지원한 이후 중국의 신장에 대한 중요성은 높아졌고, 이것은 중국은 소련에 포위되었다는 인식으로 이어졌다. 중국은 소련이 아프가니스탄 민주공화국을 지원하는 동안 아프가니스탄 무자헤딘을 지원했고, 소련 무슬림 소수민족들이 중국의 소수민족보다 더 나은 삶을 살았다는 소련의 방송에 맞서 아프가니스탄 무슬림이 위구르인들에게 저지른 잔학 행위에 대해 보도했다. 반소련 성향의 중국 라디오 방송은 카자흐스탄과 같은 중앙아시아 소수 민족을 대상으로 했다. 중국 당국은 신장에 있는 한족 이주민들이 소련을 방어하는 데 필수적이라고 보았다. 중국은 카슈가르와 호탄 부근에 아프간 무자헤딘을 훈련하기 위한 캠프를 설립하여 소형 무기, 로켓, 지뢰, 대전차 무기에 수억 달러를 투자했다. 1980년대 학생 시위와 경찰의 행동에 대한 폭동은 민족적 양상을 띠었고, 1990년 4월 바렌 타운십 폭동이 전환점으로 인식되었다.
소련은 위구르 민족주의 선전과 중국에 대한 위구르 분리주의 운동을 지지했다. 소련 역사가들은 위구르의 고향 땅이 신장이라고 주장했다. 위구르 민족주의는 터키주의에 관한 소련식 역사에 의해 촉진되었다. 여기에는 신장이 중국의 주도로 동튀르키스탄과 중가리아와 같은 지역을 합쳐 만들었다는 주장이 포함된다. 벨러르 한은 소련-위구르 역사가들이 역사 내내 위구르인들의 민족 해방 운동을 강조하며 중국을 상대로 이념 전쟁을 벌였다고 설명한다. 소련 공산당은 반중국 선전전에서 동투르퀴스탄 제2공화국과 일리의 난을 미화한 작품들의 출판을 지지했다.

### 1990년대 ~ 2007년
1996년부터 시작된 중국의 "스트라이크 하드 (Strike Hard)"캠페인은 수천 건의 체포와 처형, 지속적인 인권 침해를 보였으며 종교의 자유도 현저하게 감소시켰다. 이러한 정책과 정치적 소외감은 경찰서에 대한 파괴와 공격을 포함한 수많은 게릴라 작전을 수행 한 단체들의 발효에 기여했으며, 이들 단체는 폭탄 공격이나 공무원 암살과 같은 테러 행위도 저질렀다.
1992년 2월 이슬람 개혁당 소속 충격부대의 우루무치 버스 폭탄 테러로 3명이 사망했다.
경찰이 라마단 기간동안 분리주의자로 의심되는 30명을 체포하고 처형한 것은 1997년 2월에 대규모 시위를 야기했으며, 이것은 중국 언론에서는 폭동으로, 서방 언론에서는 평화 시위로 보도되었다. 시위는 2월 5일 굴자 사건에서 절정에 달했다. 인민해방군의 진압으로 최소 9명에서 최대 100명이 사망한 것으로 추정된다. 2월 25일 우루무치 버스 폭탄 테러에서 9명이 사망했고 68명이 부상당했다. 위구르 망명 단체들은 이 공격이 자신들의 소행임을 인정했다.
1997년 3월 7일 베이징 시단 구에서 버스 폭탄으로 2명이 사망했다. 위구르 분리주의자들은 이번 공격이 자신들의 소행이라고 주장했다. 중국 정부는 이를 묵살했으며, 터키에 기반을 둔 동투르퀴스탄 자유기구(Organization for East Turkistan Freedom)는 공격에 대한 책임을 인정하였다. 버스 폭탄 테러는 중국이 분리주의에 의한 공격을 인정하게 하고 정부의 정책 변화를 촉발했다. 신장의 상황은 2006년 중반까지 조용해졌지만 인종 간 긴장은 여전히 남아있었다.

### 2007- 현재
본 윈터바텀(Vaughan Winterbottom)에 따르면 튀르키스탄 이슬람당(Turkistan Islamic Party, TIP)이 선전 비디오와 아랍어로 된 튀르키스탄 이슬람 잡지를 배포하지만, 중국 정부는 해당 당의 존재를 부인했다. 중국은 TIP주장하는 것과 다르게 그들은 2008년 버스 폭탄 테러의 책임이 없으며, 그와 연관성도 없다고 주장했다. 2007년 경찰은 TIP 테러리스트 훈련소를 급습했다. 이듬해, 중국남방항공 여객기에 대한 자살 폭탄 시도는 좌절되었고 카슈가르 공격으로 베이징 올림픽이 시작되기 4일 전에 16명의 경찰관이 사망했다.
2009년 6월 25-26일 밤, 광둥성 샤오관 사건으로 2명이 사망하고 118명이 부상을 입었다. 이 사건은 2009년 7월 우루무치 소요 사태를 촉발시켰다. 그 외에도 2009년 9월 신장 소요 사태와 2010년 아커쑤 폭탄 테러로 376명이 재판을 받았다. 2011년 7월 호탄 공격으로 18명이 사망했으며, 그중 14명이 테러리스트였다. 테러리스트는 위구르인이었지만 한족과 위구르인 모두 피해자가 되었다. 그해 6명의 위구르족 남성이 우루무치로 향하는 항공기를 납치하려했지만 실패했고, 7월에 일련의 칼과 폭탄 테러가, 12월에는 피산 인질극이 벌어졌다. TIP는 일련의 테러에 대해 자신들의 소행이라 공언했다.
2012년 2월 28일 예청에서 발생한 공격으로 20명이 사망하고 18명이 부상 입었다. 칼을 휘두르는 위구르족 테러르시트 집단이 주로 이슬람교도 위구르인들이 거주하는 중국 북서부 신장 지역의 시장을 공격해 최소 20명이 사망했다. 경찰이 그들 중 7명을 총으로 제압하기 전에 13명이 그들에 의해 사망했다. 2013년 4월 24일, 카슈가르시 인근의 바추에서 무장단체와 사회복지사, 경찰 사이에서 충돌이 발생하였다. 이 폭력 사태로 경찰과 공무원 15명을 포함해 최소 21명이 사망했다. 지방 정부 관계자에 따르면, 이날 충돌은 흉기로 무장한 수상한 남자들이 카슈가르 외곽의 한 주택에 숨어 있다는 다른 공무원의 보고가 있은 후 발생했다. 두 달 후, 6월 26일, 27명이 산산에서의 폭동으로 17명이 사망했으며, 10명은 루쿤 마을에서 경찰이 쏜 총에 의해 사망한 것으로 알려졌다.
2013년 10월 28일, 베이징 중심부의 천안문 광장 근처에서 4륜 구동 차량이 돌다리에 충돌해 화재가 발생하고 5명이 사망, 수십 명이 부상당했다. 중국 당국은 운전자가 위구르인인 것으로 확인했다.
2014년에는 갈등이 심화되었다. 지난 1월, 반 중국 위구르 단체로 알려진 11명의 조직원들이 키르기스 검문에서 처형당했다. 그들은 위구르인인 것으로 확인되었고, 소지품들로 그들이 분리주의자임을 확인했다.
3월 1일, 칼을 휘두르는 테러리스트들이 쿤밍 기차역을 공격하여 31명이 사망하고 141명이 부상을 입었다. 중국은 이 테러의 배후로 신장의 무장 세력을 지목했으며, 뒤이은 단속에서 380명 이상을 체포했다. 체포 된 테러리스트 1명과 용의자 3명은 6월 30일 기소되었다. 용의자 중 3명은 이틀 전 체포 된 이후 테러에 직접 가담하지는 않았지만 테러 집단의 조직과 고의 살인 혐의를 받고 있다. 9월 12일, 중국 법원은 공격으로 3명에게 사형을 선고하고 1명에게는 종신형을 선고했다. 중국 TV의 보도 부족으로 소셜 미디어가 이러한 테러들을 보도하는 주요 채널이 되었고, TIP는 이를 칭찬했다.
4월 18일, 위구르족으로 확인된 16명의 중국인 단체가 베트남 국경 수비대에 의해 중국으로 송환될 때 총을 빼앗은 후 총격전을 펼쳤다. 4월 18일, 위구르족으로 확인 된 16명의 중국인 그룹이 베트남 국경 수비대 가 중국으로 송환 될 때 총을 압수한 후 총격전을 가했다. 이 사건으로 5명의 위구르인과 2명의 베트남 군인이 사망했다. 위구르인 중 10명은 남성이었고 나머지는 여성과 어린이였다.
12일 후 두명의 공격자가 2014년 우루무치 역 폭탄 테러를 일으켰다. 테러리스트를 포함해 3명이 사망했다.
5월 22일, 우루무치의 거주자들이 우루무치 시장에서 2014년 5월 우루무치 시 폭탄 테러를 일으켰다. 이 공격으로 43명이 사망하고 90명 이상이 부상을 입었다. 이는 신장 분쟁 이래 최대의 사망자가 발생한 사건이었다. 6월 5일 중국은 신장에서 테러 행위를 한 혐의로 9명에게 사형을 선고했다.
신화 통신에 따르면 7월 28일, 37명의 시민이 사처현의 엘리쓰쿠(Elixku)와 후안디(Huangdi)에서 칼과 도끼로 무장한 갱단에 의해 사망했고 59명의 테러리스트들이 보안군에 의해 사살되었다. 215명의 테러리스트들이 경찰서와 관공서를 습격한 후 체포되었다. 또한 신화 통신은 30대의 경찰차가 손상되거나 파괴되었으며 수십명의 위구르인과 한족 민간인이 사망 또는 부상을 입었다고 보도했다. 위구르-미국 협회(Uyghur American Association, UAA)은 현지 위구르 인들이 공격 당시 이에 대해 항의했다고 주장했다. 이틀 후 카슈가르에서 중국 최대 이슬람 사원의 온건파 이맘이 아침 기도 후 암살당했다.
9월 21일 신화 통신은 신장 위구르 자치구의 수도 우루무치시의 남서쪽 룬타이현에서 일련의 폭탄 폭발로 50명이 사망했다고 보도했다. 사망자는 민간인 6명, 경찰관 4명, 폭도 44명이었다.
10월 12일, 칼과 폭발물로 무장한 4명의 위구르인이 신장의 농산물 시장을 공격했다. 경찰에 따르면 경찰관과 테러리스트를 포함해 22명이 사망했다.
11월 29일, 야르칸드현에서 15명이 사망하고 14명이 부상당했다. 사망자 중 11명은 위구르 무장 세력이었다.
2015년 9월 18일 아커쑤에서 칼을 휘두르는 테러리스트 그룹이 석탄 광산에서 잠자는 노동자를 공격해 50명을 살해했다. 튀르키스탄 이슬람당은 공격에 대해 자신들의 소행임을 주장했다. 11월 18일, 56일 간의 중국 보안군에 의한 테러리스트 수색으로 그들을 산의 은신처로 몰아넣었다. 28명의 테러리스트들이 사살되었고 유일한 생존자는 당국에 항복하였다.
2015년 방콕 폭탄 테러는 태국이 100명의 위구르인 망명 신청자들을 중국으로 추방한 것에 대응하여 회색 늑대들(Gray Wolves)로 알려진 터키의 극단적 민족주의 조직에 의해 수행된 것으로 의심되고 있다. 폭탄 테러와 폭탄 제작 관련 혐의로 태국 경찰에 체포된 터키 남성이 자신의 아파트에서 발견되었다. 그의 아파트에서 폭탄 재료가 발견되었다. 테러 위험과 여권 위조로 인해 태국의 위구르인들은 프라윗 웡 수완 국방 장관에 의해 감시를 받았다. 여담으로 두명의 터키계 위구르인이 입국한 뒤 태국 경찰은 비상사태가 되었다.
2016년 8월 30일, 키르기스스탄 뉴스는 키르기스스탄 중국대사관이 위그르족의 자살폭탄 공격을 받았다고 보도했다. 자살 폭탄 테러범은 테러로 인한 유일한 사망자였다. 사상자의 계산에는 키르기스스탄인들은 포함되었지만, 중국인들은 포함되지 않았다. 키르기스스탄 정부는 이 일의 배후로 시리아에 본부를 둔 누스라를 지목했다.
경찰은 2016년 12월 28일 호탄현의 카라칵스(Karakax)에서 폭탄테러를 일으킨 무장 세력 4명을 살해했다.
2017년 2월 14일, 칼을 쥔 3명의 테러리스트가 경찰에 의해 제압되기 전에 살해되었다.
2013-2017년 동안 신장 지역에서 발생한 체포 건수는 330,918 건으로 중국 전체 체포 건수의 7.3%를 차지했다. 이는 이 기간 전 5년간 81,443명이 체포된 것과 비교된다. 2019년 3월 중국 정부는 2014년 이후 신장에서 13,000명 이상의 무장 세력을 체포했다고 밝혔다.

### 여파
2017년부터 중국 정부는 100만 명 이상의 무슬림(대부분 위구르인)이 별도의 법적 절차 없이 수용소에 수용되는 것이 가능케 하는 정책을 시행해 왔다(이는 홀로 코스트 이후 최대 규모이다). 이 정책을 비판하는 사람들은 이러한 정책들은 신장을 중국화하려는 것으로 보았으며, 이것을 민족말살 또는 문화말살로 불렀다. 많은 운동가들과 NGO, 인권 전문가, 미국 정부도 마찬가지로 이러한 행위에 대해 그것을 집단학살이라고 비판했다.
또한 이들은 국가가 주도하는 재교육 캠프에 위구르인의 수용, 위구르인들의 종교적 관습 탄압, 정치적 세뇌, 학대, 강제 살균과 강제 불임과 피임을 포함한 인권 유린을 강조했다. 중국 정부의 통계에 따르면 2015년부터 2018년까지 주로 위구르 지역의 호탄과 카슈가르의 출생률이 60%이상 감소했다. 같은 기간 전국의 출생률은 1,000명 당 12.07명에서 10.9명으로 9.69 % 감소했다. 중국 당국은 2018년 신장에서 출생률이 거의 1/3까지 떨어졌다는 사실을 인정했지만 강제 불임 및 집단학살에 대한 혐의는 부인했다. 신장의 출산율은 전국에서 차지하는 비율이 4.2%에 불과한 반면 2019년에만 거의 24% 하락했다.
2021년 전 신장 법무부 장관 쉬르자트 바우둔(Shirzat Bawudun)과 전 신장 교육부 장관 사타르 사우트(Sattar Sawut)는 테러와 극단주의 혐의로 사형을 선고 받았다. 이 외에 3명의 교육자와 교과서 편집자에게 낮은 형량의 선고가 내려졌다.

## 테러 단체
튀르키스탄 이슬람당(TIP)은 동튀르키스탄에서 중국을 추방하려는 이슬람 극단주의 테러 조직이다. 2007년에 등장한 이래 다수의 테러 공격에 대한 소행을 주장해 왔으며 중국 정부는 이 단체가 200건 이상의 테러로 162명의 사망자와 440명 이상의 부상자를 낳았다고 추정하고 있다. 수백명의 위구르인이 파키스탄과 아프가니스탄에 거주하고 있으며 시리아 내전과 같은 분쟁에서 극단주의 단체와 함께 싸운 것으로 추정된다. 그러나 튀르키스탄 이슬람당의 정확한 규모는 아직 알려지지 않았으며 일부 전문가들은 이 집단이 중국에서의 공격을 조직할 수 있는 능력, 혹은 결속력 있는 집단으로 존재하는 것에 대해 이의를 제기하고 있다.
TIP는 2003년 지도자 하산 마흐숨이 사망한 이후 사실상 사라진 동튀르키스탄 이슬람 운동(ETIM)과 동일한 것으로 간주되곤 한다. 이 두개의 이름은 종종 동의어로 사용되지만, 중국은 주로 ETIM을 사용하며, 이 둘 사이의 연결성은 아직 입증되지 않았다.

### 알 카에다와의 연결
TIP는 알 카에다와 우즈베키스탄 이슬람 운동, 파키스탄 탈레반과 같은 단체들과 관련있는 것으로 알려져 있다.  필립 B. K. 포터(Philip B. K. Potter)는 "1990년대 내내 중국 당국은 신장에서 활동하는 조직들, 특히 ETIM을 알 카에다와 공개적으로 연관시키기 위해 많은 노력을 기울였음에도 불구하고, 많은 증거들이 2001년 이전에는 이 관계가 약간의 훈련과 자금 지원은 있었지만, 운영상의 협력은 거의 없었다는 것을 보여준다"고 말했다. 한편, 중국 당국은 TIP에 의한 특정 사건을 단독 범죄 행위로 과소평가했다. 그러나 1998년 TIP는 본부를 탈레반이 장악하고 있는 아프가니스탄의 카불로 옮겼다. 한편 포터는 "신장에서 진행중인 중국의 치안 단속은 가장 호전적인 위구르 분리주의자들을 파키스탄과 같은 인접국가로 몰아 넣었다"고 말한다. 또한 "그곳에서 그들은 전략적인 동맹을 맺고 있으며 심지어 알 카에다와 탈레반과 연결된 지하드주의 파벌을 이끌고 있다"고 말한다. 동튀르키스탄 이슬람 운동은 활동 영역을 넓히면서 명칭에서 "동부"를 삭제했다. 미 국무부는 2002년부터 이 단체를 테러리스트 조직으로 등록했으며 알 카에다로부터 훈련 및 재정 지원을 받은 것으로 표시했다. 2020년 10월에 이 지정이 해제되었다.
많은 알 카에다 조직원들이 TIP, 신장의 독립과 중국에 대항하는 지하드에 대한지지를 표명했다. 또한 알 카에다와 연계된 알 파지르 미디어 센터는 TIP 홍보물을 배포했다.
제임스타운 재단(Jamestown Foundation)의 앤드류 맥그리거(Andrew McGregor)는 "위구르 무장단체들이 북부동맹에 대항해 탈레반의 수장들과 함께 싸운 것은 의심의 여지가 없지만, 빈 라덴이 2002년 테러리스트들을 중국에 보냈다는 것은 증명되지 않았다"고 주장했다. 또한 "후속조치 없이 주의를 모으기 위한 위협들(올림픽 공격이나 생화학 무기의 사용 등을 포함)과 같은 TIP의 전략은 중국 당국이 위구르 분리주의자들을 테러범으로 규정하려는 선전에 매우 효과적이었다"고 말한다.

## 반응

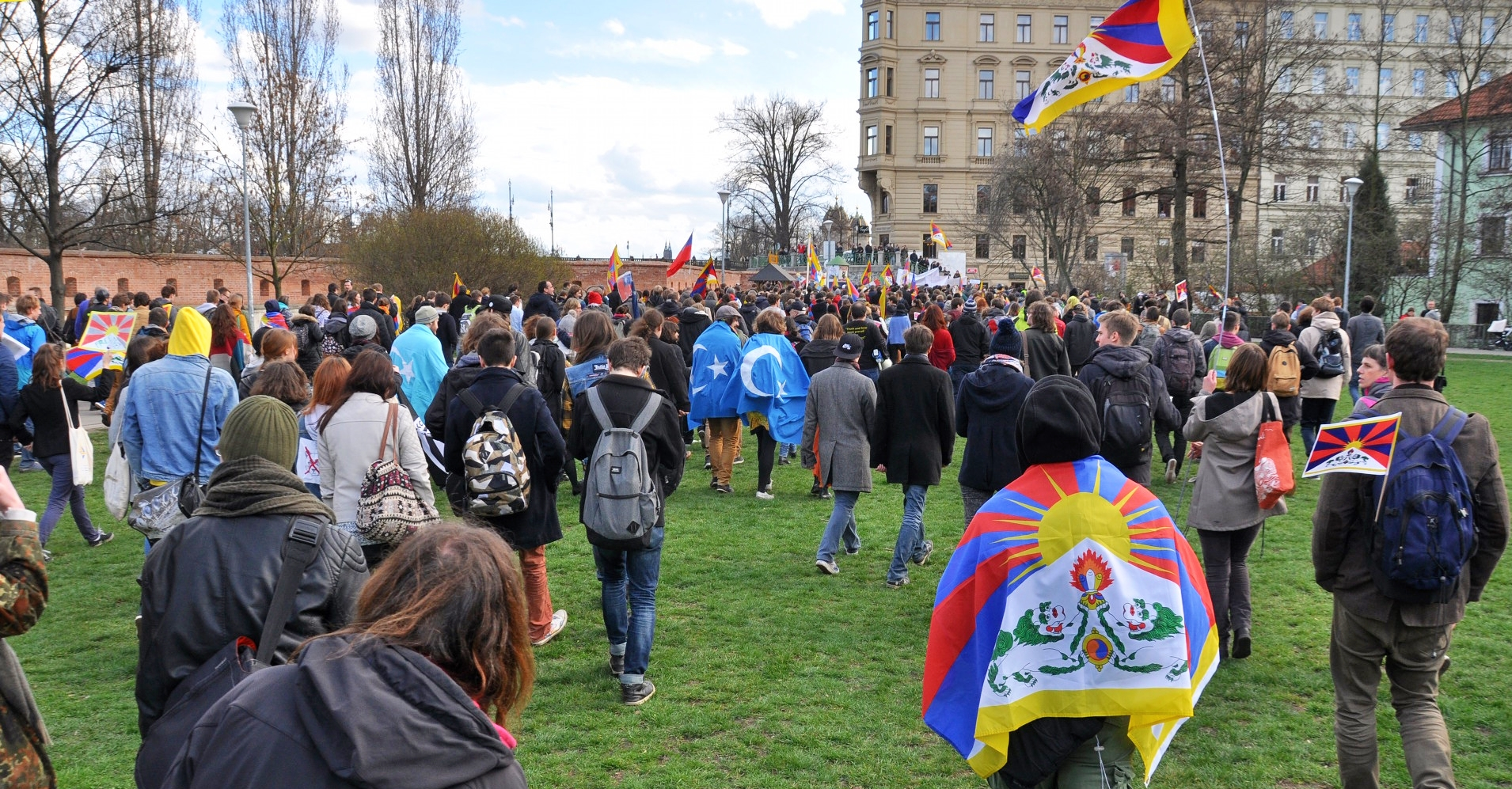
2016년 3월 29일, 티베트와 동튀르키스탄 깃발을 들고 있는 체코 프라하 시위대

2018년 10월과 2019년 12월 중국 관영 언론은 신장 분쟁과 재교육 캠프의 필요성에 대한 다큐멘터리 2편을 방영했으며, 이것은 중국 소셜 미디어에서 엇갈린 반응을 불러 일으킨 것으로 알려졌다.

### 동튀르키스탄 이슬람 운동
동튀르키스탄 이슬람 운동은 유엔, 미국, 유럽 연합, 러시아, 영국, 키르기스스탄, 카자흐스탄, 말레이시아, 파키스탄, 터키, 및 아랍 에미리트 연합에 의해 테러집단으로 규정되었다. 또한 유엔 안전 보장 이사회의 제재를 받았다.

### 국제 연합
2019년 7월 제41차 유엔인권이사회(UNHRC) 총회에서 22개국이 중국의 위구르인 등 소수민족 집단학살을 규탄하는 공동서한을 발표하면서 "위구르인 등 무슬림과 소수민족의 이동 자유 제한과 동의 없는 구금을 금지할 것"을 촉구했다.
같은 회의에서 50개국은 중국의 신장 정책을 지지하는 공동 서한을 발표하며 인권 문제를 정치화하는 관행을 비판했다. 서한을 통해 "중국은 신장에 외교관 국제기구 관계자, 언론인을 다수 초청했다"며, "신장에서 보고 들은 내용은 언론에 보도된 내용과 완전히 상반된다"고 밝혔다.
2019년 10월 23개국은 유엔에서 "중국이 인권 존중에 대한 국내 및 국제적 의무와 약속을 지킬 것을 촉구”하는 공동 성명을 발표했다.
이에 대응하여 54개국이 중국의 신장 정책을 지지하는 공동 성명을 발표했다. 이 성명은 신장에서의 대테러와 탈 급진적 조치의 결과를 긍정적으로 봤으며 "이러한 조치가 모든 인종 집단의 기본 인권을 효과적으로 보호했다"고 말했다.

### 위구르 인권 정책 법
미국 상원과 하원은 신장 분쟁에 대응하여 2019년 9월과 2019년 12월에 위구르 인권 정책법을 통과시켰다. 이 법안은 마그니츠키 법(Magnitsky Act)에 따라 신장 공산당 서기 천취안궈(Chen Quanguo, 陈全国)에 대한 도널드 트럼프 미국 대통령의 의무적 제제를 포함한다. CCP 정치국 구성원에 대한 제재는 이 제재가 처음이다. 트럼프 대통령이 2020년 6월 17일에 법안에 서명했다.

### 위구르인의 추방
동남아시아를 통해 중국을 탈출한 수백명의 위구르 인들이 캄보디아, 태국, 말레이시아 등의 정부에 의해 추방되어 미국, 유엔 난민 기구, 인권 단체로부터 비난을 받았다. 미 국무부는 추방된 위구르 인들이 "가혹한 대우와 적법한 절차를 받지 못하는 어려움에 직면해 있다"고 말한 반면, UNHCR과 휴먼 라이츠 워치는 추방을 국제법 위반이라고 말했다.

### 외국 기업의 참여
이 지역에 코카콜라, 폭스바겐, 지멘스와 같은 서구 기업이 진출해 있다. 가장 우려되는 것은 이 기업들의 존재가 인권 침해에 자금을 대고 기술 협력을 통해 소수 민족을 감독할 수 있다는 사실이다. 게다가, 신장 섬유 산업에 강제 노동이 만연하고 있다는 보도도 있었다.
이러한 주장을 바탕으로 세계 은행과 같은 국제기구는 신장에 대한 관여를 재고하기 시작했으며 아디다스나 뱃저 스포츠웨어를 포함한 섬유 제조업체는 신장에서 철수했으며 또한 일부 기업은 신장의 인권 침해에 연루된 중국 기관에 대한 기술의 이전을 중단하기로 결정했다.

## 중국 외부
위구르족과 중국 사이의 갈등이 증가함에 따라 분쟁은 중국 국경 너머에서도 발생했다.
시리아 내전 중에 중국인 인질이 이슬람 국가에 의해 살해되었으며, ISIS는 신장 문제로 중국과의 싸움을 주장했다.또한 이 무장 세력은 시리아(특히 이들리브)에서 활발한 활동을 보이며, 시리아 내전에서 가장 급진적인 전투 단체 중 하나로 알려져 있어 중국의 신중한 반응을 초래했다.
ISIS에 의해 다수의 위구르 무장 세력이 모집되어 동남아시아에 진출했으며 일부는 인도네시아 무자히딘에 합류했다.

## 관련 자료
- 진행 중인 군사 분쟁 목록
- 위구르족
- 위구르족 집단학살
- 신장의 이슬람화와 터키화
- 중국의 이슬람 공포증
- 범 이슬람주의와 범튀르크주의
- 신장 독립운동
- 세 가지 악
- 중국의 테러
- 폭력적인 테러리즘에 맞서 스트라이크 하드 캠페인
- 신장 재교육 캠프
- 한족 쇼비니즘

## 같이 보기
- 진행 중인 군사 분쟁 목록
- 범이슬람주의

## 참조

### 인용
1. ↑  “Borders | Uyghurs and The Xinjiang Conflict: East Turkestan Independence Movement”. 《apps.cndls.georgetown.edu》. 2018년 6월 12일에 원본 문서에서 보존된 문서. 2018년 5월 10일에 확인함.
2. 1 2  Phillips, Tom (2018년 1월 25일). “China 'holding at least 120,000 Uighurs in re-education camps'”. 《The Guardian》. 2018년 8월 19일에 원본 문서에서 보존된 문서. 2018년 6월 10일에 확인함.
3. 1 2  Huang, Echo. “China is confiscating the passports of citizens in its Muslim-heavy region”. 《Quartz》. 2018년 6월 12일에 원본 문서에서 보존된 문서. 2018년 6월 10일에 확인함.
4. ↑  Kennedy, Lindsey; Paul, Nathan. “China created a new terrorist threat by repressing this ethnic minority”. 《Quartz》. 2018년 6월 12일에 원본 문서에서 보존된 문서. 2018년 6월 10일에 확인함.
5. ↑  “About”. 《World Uyghur Congress》. 2020년 5월 27일에 확인함.
6. ↑  Ramzy, Austin; Buckley, Chris (2019년 11월 16일). “'Absolutely No Mercy': Leaked Files Expose How China Organized Mass Detentions of Muslims”. 《The New York Times》. ISSN 0362-4331. 2019년 11월 16일에 확인함.
7. 1 2  “'Eradicating Ideological Viruses': China's Campaign of Repression Against Xinjiang's Muslims”. Human Rights Watch. 2018년 9월 9일. 2019년 1월 3일에 원본 문서에서 보존된 문서. 2019년 1월 3일에 확인함.
8. ↑  “What happens when China's Uighurs are released from re-education camps”. 2020년 7월 24일에 확인함.
9. ↑  “"'Cultural genocide': China separating thousands of Muslim children from parents for 'thought education'" - The Independent, 5 July 2019”. 2020년 4월 22일에 원본 문서에서 보존된 문서. 2020년 4월 27일에 확인함.
10. ↑  “"'Cultural genocide' for repressed minority of Uighurs" - The Times 17 December 2019”. 2020년 4월 25일에 원본 문서에서 보존된 문서. 2020년 4월 27일에 확인함.
11. ↑  “"China's Oppression of the Uighurs 'The Equivalent of Cultural Genocide'" - 28 November 2019”. 2020년 1월 21일에 원본 문서에서 보존된 문서. 2020년 4월 27일에 확인함.
12. ↑  “"Fear and oppression in Xinjiang: China's war on Uighur culture" - Financial Times 12 September 2019”. 2019년 9월 12일. 2020년 4월 14일에 원본 문서에서 보존된 문서. 2020년 4월 27일에 확인함.
13. ↑  Finnegan, Ciara. “"The Uyghur Minority in China: A Case Study of Cultural Genocide, Minority Rights and the Insufficiency of the International Legal Framework in Preventing State-Imposed Extinction" November 2019”. 《MDPI》 9 (1): 1. doi:10.3390/laws9010001. 2020년 2월 15일에 원본 문서에서 보존된 문서. 2020년 4월 27일에 확인함.
14. ↑  “"China's crime against Uyghurs is a form of genocide" - Summer 2019”. 2020년 2월 1일에 원본 문서에서 보존된 문서. 2020년 4월 27일에 확인함.
15. ↑  Amt, Auswärtiges. “Statement by Ambassador Christoph Heusgen on behalf of 39 Countries in the Third Committee General Debate, October 6, 2020”. 《Permanent Mission of the Federal Republic of Germany to the United Nations》 (영어). 2020년 10월 8일에 원본 문서에서 보존된 문서. 2020년 11월 14일에 확인함.
16. ↑  “Joint Statement delivered by Permanent Mission of Belarus at the 44th session of Human Rights Council”. 《www.china-un.ch》. 2020년 11월 14일에 확인함.
17. ↑  国家统计局人口和社会科技统计司 [Department of Population, Social, Science and Technology Statistics of the National Bureau of Statistics]; 国家民族事务委员会经济发展司 [Department of Economic Development of the State Ethnic Affairs Commission] (September 2003). [2000 Census Chinese National Population Information] |번역제목=은 |제목=을 필요로 함 (도움말) (중국어 (중국)). Beijing: 民族出版社 [Nationalities Publishing House]. ISBN 978-7-105-05425-1.
18. 1 2 3  Gladney (2004).
19. ↑  Rudelson, Justin Ben-Adam (2000년 2월 16일). “Uyghur "separatism": China's policies in Xinjiang fuel dissent”. Central Asia-Caucasus Institute Analyst. 2012년 2월 29일에 원본 문서에서 보존된 문서. 2010년 1월 29일에 확인함.
20. ↑  Jiang, Wenran (2009년 7월 6일). “New Frontier, same problems”. 《The Globe and Mail》. 2009년 7월 10일에 원본 문서에서 보존된 문서. 2010년 1월 18일에 확인함. But just as in Tibet, the local population has viewed the increasing unequal distribution of wealth and income between China's coastal and inland regions, and between urban and rural areas, with an additional ethnic dimension. Most are not separatists, but they perceive that most of the economic opportunities in their homeland are taken by the Han Chinese, who are often better educated, better connected, and more resourceful. The Uyghurs also resent discrimination against their people by the Han, both in Xinjiang and elsewhere.
21. ↑  Ramzy, Austin (2009년 7월 14일). “Why the Uighurs feel left out of China's boom”. 《Time》. 2012년 11월 5일에 원본 문서에서 보존된 문서. 2009년 9월 5일에 확인함.
22. ↑  Larson, Christina (2009년 7월 9일). “How China Wins and Loses Xinjiang”. 《Foreign Policy》. 2011년 6월 8일에 원본 문서에서 보존된 문서. 2009년 9월 5일에 확인함.
23. 1 2  Bovingdon (2005).
24. ↑  Dillon (2004).
25. ↑  Venable, John; Ries, Lora (2020년 8월 19일). “Chinese-Made Drones: A Direct Threat Whose Use Should Be Curtailed” (PDF). 《The Heritage Foundation》.
26. 1 2  Holdstock, Nick (2019년 6월 13일). 《China's Forgotten People: Xinjiang, Terror and the Chinese State》 (영어). Bloomsbury Publishing. ISBN 978-1-78831-982-9.
27. ↑  Svanberg, Ingvar; Westerlund, David (1999). 《Islam Outside the Arab World》 (영어). Routledge. ISBN 978-1-136-11330-7.
28. ↑  Fallows, James (2009년 7월 13일). “On Uighurs, Han, and general racial attitudes in China”. 《The Atlantic》. 2019년 12월 24일에 확인함.
29. ↑  “China's model village of ethnic unity shows cracks in facade”. 《AP NEWS》. 2018년 11월 22일. 2019년 12월 12일에 확인함.
30. ↑  “China's Minorities and Government Implementation of the Regional Ethnic Autonomy Law”. Congressional-Executive Commission on China. 2005년 10월 1일. 2010년 4월 7일에 원본 문서에서 보존된 문서. 2010년 5월 6일에 확인함. [Uyghurs] live in cohesive communities largely separated from Han Chinese, practice major world religions, have their own written scripts, and have supporters outside of China. Relations between these minorities and Han Chinese have been strained for centuries.
31. ↑  Sautman (1997).
32. ↑  Moore, Malcolm (2009년 7월 7일). “Urumqi riots signal dark days ahead”. 《The Daily Telegraph》 (London). 2012년 10월 4일에 원본 문서에서 보존된 문서. 2009년 7월 7일에 확인함.
33. ↑  Pei, Minxin (2009년 7월 9일). “Uighur riots show need for rethink by Beijing”. 《Financial Times》. 2010년 1월 18일에 확인함. Han Chinese view the Uighurs as harbouring separatist aspirations and being disloyal and ungrateful, in spite of preferential policies for ethnic minority groups.
34. ↑  《The Urumqi Riots and China's Ethnic Policy in Xinjiang》 (PDF). National University of Singapore. 2009. 21쪽.
35. ↑  “The government in Xinjiang is trying to limit Muslim births”. 《The Economist》. 2015년 11월 7일. 2015년 11월 10일에 원본 문서에서 보존된 문서. 2015년 11월 10일에 확인함.
36. ↑  Alles, Elisabeth; Cherif-Chebbi, Leila; Halfon, Constance-Helene (2003). “Chinese Islam: Unity and Fragmentation” (PDF). 《Religion, State & Society》 31 (1): 14. doi:10.1080/0963749032000045837. 2016년 4월 29일에 원본 문서 (PDF)에서 보존된 문서. 2015년 6월 28일에 확인함.
37. 1 2  Senate Committee on Foreign Relations (2005).
38. ↑  Szadziewski, Henryk (2013년 3월 19일). “Religious Repression of Uyghurs in East Turkestan”. 《Venn Institute》. 2014년 3월 27일에 원본 문서에서 보존된 문서. 2015년 6월 26일에 확인함.
39. ↑  Versteegh & Eid (2005), 383쪽
40. ↑  Su, Jinbao (2015년 11월 8일). [Chinese-Arabic School Muslim Students Graduation Ceremony] |번역제목=은 |제목=을 필요로 함 (도움말). 2017년 4월 29일에 원본 문서에서 보존된 문서. 2016년 5월 27일에 확인함.
41. ↑  Su, Jinbao (2015년 11월 8일). [Chinese Muslim Makes a Speech in Islamic Girls' School] |번역제목=은 |제목=을 필요로 함 (도움말). 2017년 2월 11일에 원본 문서에서 보존된 문서. 2016년 5월 27일에 확인함.
42. ↑  nottc (2011년 9월 11일). “Muslim in China, Graduation ceremony of a Islamic girls' school”. 2017년 4월 1일에 원본 문서에서 보존된 문서. 2016년 5월 27일에 확인함.
43. ↑  Beech, Hannah (2014년 8월 12일). “If China Is Anti-Islam, Why Are These Chinese Muslims Enjoying a Faith Revival?”. 《Time》. 2015년 6월 13일에 원본 문서에서 보존된 문서. 2015년 6월 25일에 확인함.
44. 1 2 3 4  Bovingdon (2010).
45. ↑  Savadove, Bill (2005년 8월 17일). “Faith Flourishes in an Arid Wasteland”. 2015년 6월 26일에 원본 문서에서 보존된 문서. 2015년 6월 25일에 확인함.
46. ↑  Crane, Brent (2014년 8월 22일). “A Tale of Two Chinese Muslim Minorities”. 《The Diplomat》. 2015년 6월 26일에 원본 문서에서 보존된 문서. 2015년 6월 25일에 확인함.
47. 1 2 3  Rudelson (1997).
48. ↑  Mackerras (2003).
49. 1 2  Svanberg & Westerlund (2012).
50. 1 2  Finley (2013).
51. ↑  “Xinjiang: The race card”. 《The Economist》. 2016년 9월 3일. 2016년 9월 2일에 원본 문서에서 보존된 문서. 2016년 9월 3일에 확인함.
52. ↑  “An American agency denounces the treatment of Muslims in China”. 《The Economist》. 2017년 7월 7일. 2017년 7월 9일에 원본 문서에서 보존된 문서. 2017년 7월 9일에 확인함.
53. ↑  “China Bans List of Islamic Names, Including 'Muhammad', in Xinjiang Region”. Bloomberg News. 2017년 4월 27일. 2017년 8월 18일에 원본 문서에서 보존된 문서. 2017년 7월 9일에 확인함.
54. ↑  Lipes, Joshua (2019년 10월 31일). “Male Chinese 'Relatives' Assigned to Uyghur Homes Co-sleep With Female 'Hosts'”. Radio Free Asia. 2019년 11월 2일에 확인함.
55. ↑  Kang, Dake; Wang, Yanan (2018년 11월 30일). “China's Uighurs told to share beds, meals with party members”. 《Associated Press》. 2020년 1월 18일에 확인함.
56. ↑  “Uighurs in China: Should we believe what we see?”. 《www.telegraphindia.com》. 2019년 12월 12일에 확인함.
57. ↑  “China cuts Uighur births with IUDs, abortion, sterilization”. 《Associated Press》. 2020년 6월 28일.
58. ↑  Hill, Matthew (2021년 2월 3일). “'Their goal is to destroy everyone': Uighur camp detainees allege systematic rape”. 《BBC News》.
59. ↑  “U.N. calls on China to free Uighurs from alleged re-education camps”. 《Reuters》. 2018년 8월 31일. 2019년 1월 2일에 원본 문서에서 보존된 문서. 2019년 1월 3일에 확인함.
60. ↑  “Concluding observations on the combined fourteenth to seventeenth periodic reports of China (including Hong Kong, China and Macao, China)” (PDF). Committee on the Elimination of Racial Discrimination. 2018년 8월 30일. 2018년 11월 11일에 원본 문서 (PDF)에서 보존된 문서. 2019년 1월 3일에 확인함.
61. ↑  “Congressional-Executive Commission on China Annual Report 2018” (PDF). Congressional-Executive Commission on China. 2018년 10월 10일. 2018년 12월 24일에 원본 문서 (PDF)에서 보존된 문서. 2019년 1월 3일에 확인함.
62. ↑  “China: Free Xinjiang 'Political Education' Detainees”. 《Human Rights Watch》. 2017년 9월 10일. 2018년 10월 25일에 원본 문서에서 보존된 문서. 2019년 1월 3일에 확인함.
63. ↑  “China: Families of up to one million detained in mass "re-education" drive demand answers”. Amnesty International. 2018년 12월 9일에 원본 문서에서 보존된 문서. 2019년 1월 4일에 확인함.
64. 1 2  “Letter to UNHRC” (PDF). 《United Nations Human Rights Council》. 2020년 8월 12일에 확인함.
65. ↑  Buckley, Chris (2018년 10월 16일). “China Breaks Silence on Muslim Detention Camps, Calling Them 'Humane'”. 《The New York Times》. 2019년 1월 4일에 원본 문서에서 보존된 문서. 2019년 1월 4일에 확인함.
66. ↑  Kuo, Lily (2018년 11월 6일). “China says UN criticism of human rights record is 'politically driven'”. 《The Guardian》. 2019년 1월 5일에 원본 문서에서 보존된 문서. 2019년 1월 4일에 확인함.
67. ↑  Kuo, Lily (2018년 10월 10일). “China 'legalises' internment camps for million Uighurs”. 《The Guardian》. 2019년 1월 4일에 원본 문서에서 보존된 문서. 2019년 1월 4일에 확인함.
68. ↑  Lei, Dongrui. “To do a good job in Xinjiang in the new era, Xi Jinping makes arrangements again”. 《Xinhua News》. 2020년 9월 28일에 원본 문서에서 보존된 문서. 2020년 9월 27일에 확인함.
69. 1 2  Tschantret, Joshua (2016년 6월 16일). “Repression, opportunity, and innovation: The evolution of terrorism in Xinjiang, China”. 《Terrorism and Political Violence》 30 (4): 569–588. doi:10.1080/09546553.2016.1182911.
70. ↑  Wong, Edward (2008년 11월 18일). “The Dead Tell a Tale China Doesn't Care to Listen To”. 《The New York Times》. 2018년 6월 12일에 원본 문서에서 보존된 문서. 2018년 6월 10일에 확인함.
71. ↑  Kim, Hodong (2004). 《Holy War in China: The Muslim Rebellion and State in Chinese Central Asia, 1864-1877》. Stanford University Press. 180–181쪽. ISBN 978-0-8047-6723-1.
72. ↑  Tamura, Eileen (1997). 《China: Understanding Its Past》. University of Hawaii Press. 129쪽. ISBN 978-0-8248-1923-1.
73. ↑  Forbes (1986), 45쪽.
74. ↑  Millward & Tursun (2004).
75. ↑  Benson (1990).
76. ↑  Bhattacharji, Preeti. “Uighurs and China's Xinjiang Region”. 《Council on Foreign Relations》. 2018년 9월 13일에 원본 문서에서 보존된 문서. 2018년 9월 12일에 확인함.
77. ↑  Guerif, Valentine. “Making States, Displacing Peoples: A Comparative Perspective of Xinjiang and Tibet in the People's Republic of China” (PDF). Refugee Studies Centre. 2017년 11월 25일에 원본 문서 (PDF)에서 보존된 문서. 2018년 9월 12일에 확인함.
78. 1 2 3 4 5  Shichor (2004).
79. ↑  Ryan, William L. (1969년 1월 2일). “Russians Back Revolution in Province Inside China”.
80. ↑  Tinibai, Kenjali (2010년 5월 27일). “Kazakhstan and China: A Two-Way Street”. 《Transitions Online》.
81. ↑  Burns, John F. (1983년 7월 6일). “On Soviet-China Border, the Thaw is Just a Trickle”. 《The New York Times》.
82. ↑  Howell, Anthony; Fan, C. Cindy. “Migration and Inequality in Xinjiang: A Survey of Han and Uyghur Migrants in Urumqi” (PDF). 2018년 9월 12일에 원본 문서 (PDF)에서 보존된 문서. 2018년 9월 12일에 확인함.
83. ↑  Veeck 등. (2011).
84. ↑  Dillon (2003).
85. 1 2 3  Clarke (2011).
86. ↑  Nathan & Scobell (2012).
87. ↑  Reed & Raschke (2010).
88. ↑  “Radio war aims at China Moslems”. 《The Montreal Gazette》. 1981년 9월 22일. 11면. 2016년 5월 6일에 원본 문서에서 보존된 문서. 2016년 10월 9일에 확인함.
89. ↑  Tinibai, Kenjali (2010년 5월 28일). “China and Kazakhstan: A Two-Way Street”. 《Bloomberg Businessweek》. 1면. 2015년 7월 5일에 원본 문서에서 보존된 문서.
90. 1 2  Bellér-Hann (2007).
91. 1 2 3  Castets, Rémi (2003). “The Uyghurs in Xinjiang – The Malaise Grows”. 《China Perspectives》 49. 2013년 5월 11일에 원본 문서에서 보존된 문서. 2016년 4월 8일에 확인함.
92. ↑  “Xinjiang to intensify crackdown on separatists”. 《China Daily News》. 2001년 10월 25일. 2016년 4월 23일에 원본 문서에서 보존된 문서. 2016년 4월 11일에 확인함.
93. ↑  “China: Remember the Gulja massacre? China's crackdown on peaceful protesters”. Amnesty International. 2007년 1월 2일. 2018년 11월 22일에 원본 문서에서 보존된 문서. 2018년 11월 21일에 확인함.
94. ↑  “China: Human Rights Concerns in Xinjiang”. 《Human Rights Watch》. October 2001. 2008년 11월 12일에 원본 문서에서 보존된 문서. 2016년 12월 4일에 확인함.
95. ↑  1997 Channel 4 (UK) news report on the incident - 유튜브
96. ↑  Debata (2007).
97. ↑  Millward (2007).
98. ↑  Gladney, Dru C. (January 1998). “Internal Colonialism and the Uyghur Nationality: Chinese Nationalism and its Subaltern Subjects”. 《Cahiers d'Études Sur la Méditerranée Orientale et le Monde Turco-Iranien》 (25). doi:10.4000/cemoti.48. 2016년 10월 12일에 원본 문서에서 보존된 문서. 2017년 8월 29일에 확인함.
99. ↑  Hierman, Brent (May 2007). “The Pacification of Xinjiang: Uighur Protest and the Chinese State, 1988–2002”. 《Problems of Post-Communism》 54 (3): 48–62. doi:10.2753/PPC1075-8216540304.
100. 1 2 3 4  Winterbottom, Vaughan (2013년 8월 14일). “No end in sight to Xinjiang unrest”. 《China Outlook》. 2015년 9월 25일에 원본 문서에서 보존된 문서. 2015년 9월 25일에 확인함.
101. ↑  Fan, Maureen (2007년 1월 9일). “Raid by Chinese Kills 18 At Alleged Terror Camp”. 《Washington Post》. 2017년 10월 20일에 원본 문서에서 보존된 문서. 2017년 8월 29일에 확인함.
102. ↑  Van Wie Davis, Elizabeth (2008년 4월 18일). “China confronts its Uyghur threat”. 《Asia Times Online》. 2013년 6월 3일에 원본 문서에서 보존된 문서. 2013년 5월 5일에 확인함.
103. ↑  Jacobs, Andrew (2008년 8월 5일). “Ambush in China Raises Concerns as Olympics Near”. 《The New York Times》. 2009년 4월 10일에 원본 문서에서 보존된 문서. 2010년 3월 27일에 확인함.
104. ↑  “Guangdong toy factory brawl leaves 2 dead, 118 injured -- china.org.cn”. 《www.china.org.cn》. 2016년 3월 3일에 원본 문서에서 보존된 문서. 2016년 11월 1일에 확인함.
105. ↑  “China prosecuted hundreds over Xinjiang unrest”. 《The Guardian》 (London). 2011년 1월 17일. 2011년 1월 20일에 원본 문서에서 보존된 문서. 2011년 1월 18일에 확인함.
106. ↑  Choi, Chi-yuk (2011년 7월 22일). “Ban on Islamic dress sparked Uygur attack”. 《South China Morning Post》 (Hotan, China).
107. ↑  Krishnan, Ananth (2011년 7월 21일). “Analysts see Pakistan terror links to Xinjiang attack”. 《The Hindu》. 2011년 7월 24일에 원본 문서에서 보존된 문서. 2011년 7월 29일에 확인함.
108. ↑  “Seven 'kidnappers' killed in China's Xinjiang”. 《BBC News》. 2011년 12월 29일. 2017년 12월 3일에 원본 문서에서 보존된 문서. 2011년 12월 29일에 확인함.
109. ↑  Lee, Raymond (2014년 2월 20일). “Unrest in Xinjiang, Uyghur Province in China”. Al Jazeera Center for Studies. 2017년 2월 23일에 원본 문서에서 보존된 문서.
110. ↑  “Deadly knife attack reported in China”. 《www.aljazeera.com》. 2016년 9월 24일에 원본 문서에서 보존된 문서. 2016년 10월 17일에 확인함.
111. ↑  “China's Xinjiang hit by deadly clashes”. 《BBC News》. 2013년 4월 24일. 2013년 4월 26일에 원본 문서에서 보존된 문서. 2018년 7월 21일에 확인함.
112. ↑  “Violence in western Chinese region of Xinjiang kills 21”. CNN. 2013년 4월 24일. 2013년 6월 3일에 원본 문서에서 보존된 문서. 2013년 6월 26일에 확인함.
113. ↑  “21 dead in Xinjiang terrorist clash”. CNTV. 2013년 4월 24일. 2013년 4월 26일에 원본 문서에서 보존된 문서. 2013년 4월 24일에 확인함.
114. ↑  “Violence erupts in China's restive Xinjiang”. Al Jazeera. 2013년 4월 24일. 2013년 5월 2일에 원본 문서에서 보존된 문서. 2013년 6월 26일에 확인함.
115. ↑  “State media: Violence leaves 27 dead in restive minority region in far western China”. 《Washington Post》. 2013년 6월 26일. 2013년 6월 26일에 원본 문서에서 보존된 문서.
116. 1 2  Kaiman, Jonathan (2013년 11월 25일). “Islamist group claims responsibility for attack on China's Tiananmen Square”. 《The Guardian》. 2018년 9월 11일에 원본 문서에서 보존된 문서. 2018년 9월 11일에 확인함.
117. ↑  “Kyrgyzstan says kills 11 Uighur militants near Chinese border”. 《Reuters》. 2014년 1월 24일. 2019년 12월 10일에 확인함.
118. 1 2  “Chinese embassy blast: Car bomb attack in Bishkek, Kyrgyzstan”. 《BBC News》. 2018년 11월 30일에 원본 문서에서 보존된 문서.
119. ↑  “Kyrgyzstan says kills 11 Uighur militants near Chinese border”. 《Reuters》. 2014년 1월 24일. 2017년 10월 14일에 원본 문서에서 보존된 문서.
120. ↑  “Unidentified Assailant kills 29 at Kunming Railway Station in China”. 《Biharprabha News》. Indo-Asian News Service. 2015년 7월 11일에 원본 문서에서 보존된 문서. 2014년 3월 2일에 확인함.
121. ↑  Blanchard, Ben (2014년 3월 1일). “China blames Xinjiang militants for station attack”. 《Chicago Tribune》. Reuters. 2014년 3월 2일에 원본 문서에서 보존된 문서. 2014년 3월 2일에 확인함.
122. ↑  “China charges four in Kunming attack, sentences 113 on terror crimes”. 《Reuters》. 2014년 6월 30일. 2015년 12월 1일에 원본 문서에서 보존된 문서. 2017년 7월 3일에 확인함.
123. ↑  “Four sentenced in China over Kunming station attack”. 《BBC News》. Reuters. 2014년 9월 12일. 2018년 5월 27일에 원본 문서에서 보존된 문서. 2018년 7월 21일에 확인함.
124. ↑  “Three get death for China train station attack”. 《Reuters》. 2014년 9월 12일. 2017년 10월 12일에 원본 문서에서 보존된 문서. 2017년 7월 3일에 확인함.
125. ↑  “China's Netizens React To Kunming Station Attacks With Anger, Grief”. 《BuzzFeed News》. 2019년 12월 12일에 확인함.
126. ↑  “China silent on deadly knife attack in Kunming railway station”. 《Los Angeles Times》. 2014년 4월 19일. 2019년 12월 12일에 확인함.
127. ↑  《Record China》. 2014년 3월 19일 https://wayback.archive-it.org/all/20171012043702/http://www.recordchina.co.jp/b85193-s0-c30.html. 2017년 10월 12일에 원본 문서에서 보존된 문서. |제목=이(가) 없거나 비었음 (도움말)
128. ↑  Wong, Edward (2014년 4월 20일). “Deadly Clash Reported on Border of China and Vietnam”. 《The New York Times》. 2018년 1월 12일에 원본 문서에서 보존된 문서. 2017년 2월 23일에 확인함.
129. ↑  Wong, Edward (2014년 4월 21일). “Vietnam Returns Migrants to China After Deadly Border Clash”. 《The New York Times》. 2018년 1월 12일에 원본 문서에서 보존된 문서. 2017년 2월 23일에 확인함.
130. ↑  “Seven killed in China-Vietnam border shootout”. Australian Broadcasting Corporation. 2014년 4월 19일. 2014년 5월 4일에 원본 문서에서 보존된 문서. 2014년 5월 4일에 확인함.
131. ↑  “7 die in shooting at China-Vietnam border”. World Uyghur Congress. 2014년 4월 19일. 2014년 5월 4일에 원본 문서에서 보존된 문서. 2014년 5월 4일에 확인함.
132. ↑  “Deadly China blast at Xinjiang railway station”. BBC. 2014년 4월 30일. 2014년 4월 30일에 원본 문서에서 보존된 문서. 2018년 7월 21일에 확인함.
133. ↑  Li, Jing; Wan, Adrian (2014년 4월 30일). “Security tightened after three killed in bomb, knife attack at Urumqi train station”. 《South China Morning Post》. 2014년 5월 12일에 원본 문서에서 보존된 문서. 2014년 5월 23일에 확인함.
134. 1 2  “Urumqi car and bomb attack kills dozens”. 《The Guardian》. 2014년 5월 22일. 2017년 2월 23일에 원본 문서에서 보존된 문서. 2016년 12월 18일에 확인함.
135. ↑  Jacobs, Andrew (2014년 5월 23일). “Residents Try to Move On After Terrorist Attack in China”. 《The New York Times》. 2016년 8월 4일에 원본 문서에서 보존된 문서. 2017년 2월 23일에 확인함.
136. ↑  Denyer, Simon (2014년 5월 22일). “Terrorist attack on market in China's restive Xinjiang region kills more than 30”. 《The Washington Post》. 2017년 10월 20일에 원본 문서에서 보존된 문서. 2017년 9월 18일에 확인함.
137. ↑  Bodeen, Christopher (2014년 6월 5일). “China Sentences 9 Persons to Death for Xinjiang Attacks”. 《Time》. 2014년 6월 6일에 원본 문서에서 보존된 문서.
138. ↑  “Xinjiang violence: China says 'gang' killed 37 last week”. 《BBC News》. 2014년 8월 3일. 2018년 2월 14일에 원본 문서에서 보존된 문서. 2018년 7월 21일에 확인함.
139. ↑  Levin, Dan. “At Least 50 Killed in Xinjiang Violence, Officials Say”. 《The New York Times》. 2018년 1월 12일에 원본 문서에서 보존된 문서. 2017년 2월 23일에 확인함.
140. ↑  “22 Killed in Farmers' Market Attack in Xinjiang's Kashgar Prefecture”. Radio Free Asia. 2014년 10월 18일. 2014년 11월 12일에 원본 문서에서 보존된 문서. 2014년 11월 6일에 확인함.
141. ↑  “China says 15 killed in "terrorist attack" in Xinjiang”. 《Yahoo! News》. 2014년 11월 29일. 2016년 3월 4일에 원본 문서에서 보존된 문서. 2017년 1월 15일에 확인함 – Agence-France Presse 경유.
142. ↑  “Chinese forces 'kill 17 in Xinjiang' after colliery attack”. 《BBC News》. 2015년 11월 18일. 2018년 6월 15일에 원본 문서에서 보존된 문서. 2018년 7월 21일에 확인함.
143. ↑  Murdoch, Lindsay (2015년 8월 30일). “Bangkok bombing: Who are the Turkish terrorist group the Grey Wolves?”. 《The Sydney Morning Herald》. 2015년 8월 30일에 원본 문서에서 보존된 문서. 2015년 8월 30일에 확인함.
144. ↑  “Police arrest Erawan blast suspect”. 《Bangkok Post》. 2015년 8월 29일.
145. ↑  Nanuam, Wassana (2016년 4월 7일). “Uighur, Chechen tourists placed under surveillance”. 《Bangkok Post》.
146. ↑  “Uighur, Chechen tourists placed under surveillance”. 《Thailand News》. 2016년 4월 7일. 2016년 4월 7일에 원본 문서에서 보존된 문서. 2016년 4월 7일에 확인함.
147. ↑  “Uighur, Chechen tourists placed under surveillance in Thailand”. 《Business Standard》. Press Trust of India. 2016년 4월 7일. 2016년 4월 19일에 원본 문서에서 보존된 문서. 2016년 4월 7일에 확인함.
148. ↑  Balasubramanian, Jaishree (2016년 4월 7일). “Uighur, Chechen tourists placed under surveillance in Thailand”. 《Inida Today》. Press Trust of India. 2016년 4월 20일에 원본 문서에서 보존된 문서. 2016년 4월 7일에 확인함.
149. ↑  Charuvastra, Teeranai (2016년 4월 8일). “Uighur, Chechen Militants in Thailand to Stage Attacks, Memo Warns”. 《Khaosod》. 2016년 4월 19일에 원본 문서에서 보존된 문서. 2016년 4월 10일에 확인함.
150. ↑  Nechepurenko, Ivan (2016년 8월 30일). “Suicide Bomber Attacks Chinese Embassy in Kyrgyzstan”. 《The New York Times》. 2017년 12월 1일에 원본 문서에서 보존된 문서.
151. ↑  Dzyubenko, Olga (2016년 9월 7일). “Kyrgyzstan says Uighur militant groups behind attack on China's embassy”. 《Reuters》. 2017년 6월 12일에 원본 문서에서 보존된 문서. 2017년 7월 3일에 확인함.
152. ↑  “Five dead in attack in China's Xinjiang”. 《Reuters》. 2016년 12월 28일. 2017년 6월 3일에 원본 문서에서 보존된 문서.
153. ↑  “Knife-wielding attackers kill five in China's Xinjiang: govt”. 《Reuters》. 2017년 2월 14일. 2017년 10월 14일에 원본 문서에서 보존된 문서.
154. ↑  “China knife attack: Eight dead in Xinjiang region”. 《BBC News》. 2017년 2월 15일. 2018년 4월 30일에 원본 문서에서 보존된 문서.
155. ↑  “Criminal Arrests in Xinjiang Account for 21% of China's Total in 2017 | Chinese Human Rights Defenders”. 2021년 2월 24일에 확인함.
156. ↑  Blanchard, Ben (2019년 3월 18일). “China says 13,000 'terrorists' arrested in Xinjiang since 2014”. 《Reuters》.
157. ↑  Rajagopalan, Megha; Killing, Alison (2020년 12월 3일). “Inside A Xinjiang Detention Camp”. 《BuzzFeed News》.
158. ↑  “'Cultural genocide': China separating thousands of Muslim children from parents for 'thought education'”. 《The Independent》. 2019년 7월 5일. 2020년 4월 22일에 원본 문서에서 보존된 문서. 2020년 4월 27일에 확인함.
159. ↑  “UN: Unprecedented Joint Call for China to End Xinjiang Abuses”. Human Rights Watch. 2019년 7월 10일. 2019년 12월 17일에 원본 문서에서 보존된 문서. 2020년 12월 18일에 확인함.
160. ↑  “'Cultural genocide' for repressed minority of Uighurs”. 《The Times》. 2019년 12월 17일. 2020년 4월 25일에 원본 문서에서 보존된 문서. 2020년 4월 27일에 확인함.
161. ↑  “China's Oppression of the Uighurs 'The Equivalent of Cultural Genocide'”. 《Der Spiegel》. 2019년 11월 28일. 2020년 1월 21일에 원본 문서에서 보존된 문서. 2020년 4월 27일에 확인함.
162. ↑  “Fear and oppression in Xinjiang: China's war on Uighur culture”. 《Financial Times》. 2019년 9월 12일. 2020년 4월 14일에 원본 문서에서 보존된 문서. 2020년 4월 27일에 확인함.
163. ↑  Finnegan, Ciara (2020). “The Uyghur Minority in China: A Case Study of Cultural Genocide, Minority Rights and the Insufficiency of the International Legal Framework in Preventing State-Imposed Extinction”. 《Laws》 9: 1. doi:10.3390/laws9010001.
164. ↑  “China's crime against Uyghurs is a form of genocide”. Summer 2019. 2020년 2월 1일에 원본 문서에서 보존된 문서. 2020년 4월 27일에 확인함.
165. ↑  Carbert, Michelle (2020년 7월 20일). “Activists urge Canada to recognize Uyghur abuses as genocide, impose sanctions on Chinese officials”. 《The Globe and Mail》. 2020년 11월 1일에 원본 문서에서 보존된 문서. 2020년 10월 20일에 확인함.
166. ↑  Steger, Isabella (2020년 8월 20일). “On Xinjiang, even those wary of Holocaust comparisons are reaching for the word "genocide"”. 《Quartz》. 2020년 10월 23일에 원본 문서에서 보존된 문서. 2020년 10월 20일에 확인함.
167. ↑  “Menendez, Cornyn Introduce Bipartisan Resolution to Designate Uyghur Human Rights Abuses by China as Genocide”. 《foreign.senate.gov》. United States Senate Committee on Foreign Relations. 2020년 10월 27일. 2020년 12월 18일에 확인함.
168. ↑  “Blackburn Responds to Offensive Comments by Chinese State Media”. U.S. Senator Marsha Blackburn of Tennessee. 2020년 12월 3일. 2020년 12월 18일에 확인함.
169. ↑  Alecci, Scilla (2020년 10월 14일). “British lawmakers call for sanctions over Uighur human rights abuses”. International Consortium of Investigative Journalists. 2020년 12월 18일에 확인함.
170. ↑  “Committee News Release - October 21, 2020 - SDIR (43-2)”. House of Commons of Canada. 2020년 10월 21일. 2020년 10월 24일에 원본 문서에서 보존된 문서. 2020년 12월 18일에 확인함.
171. ↑  Pompeo, Mike (2021년 1월 19일). “Genocide in Xinjiang”. 《Wall Street Journal》 (영어). 2021년 1월 19일에 확인함.
172. ↑  Gordon, Michael R. (2021년 1월 19일). “U.S. Says China Is Committing 'Genocide' Against Uighur Muslims”. 2021년 1월 19일에 확인함.
173. ↑  Danilova, Maria (2018년 11월 27일). “Woman describes torture, beatings in Chinese detention camp”. 《AP NEWS》. 2019년 12월 13일에 원본 문서에서 보존된 문서. 2019년 12월 2일에 확인함.
174. ↑  Stewart, Phil (2019년 5월 4일). “China putting minority Muslims in 'concentration camps,' U.S. says”. 《Reuters》 (영어). 2019년 12월 8일에 원본 문서에서 보존된 문서. 2019년 12월 2일에 확인함.
175. ↑  Congressional Research Service (2019년 6월 18일). “Uyghurs in China” (PDF). 《Congressional Research Service》. 2020년 12월 18일에 원본 문서 (PDF)에서 보존된 문서. 2019년 12월 2일에 확인함.
176. ↑  Blackwell, Tom (2019년 9월 25일). “Canadian went to China to debunk reports of anti-Muslim repression, but was 'shocked' by treatment of Uyghurs”. 《National Post》 (캐나다 영어). 2019년 9월 26일에 원본 문서에서 보존된 문서. 2019년 12월 2일에 확인함.
177. ↑  “UN: Unprecedented Joint Call for China to End Xinjiang Abuses”. Human Rights Watch. 2019년 7월 10일. 2019년 12월 17일에 원본 문서에서 보존된 문서. 2020년 12월 18일에 확인함.
178. ↑  “Muslim minority in China's Xinjiang face 'political indoctrination': Human Rights Watch”. 《Reuters》. 2018년 9월 9일. 2020년 11월 9일에 원본 문서에서 보존된 문서. 2020년 12월 18일에 확인함.
179. ↑  “China 'using birth control' to suppress Uighurs”. 《BBC News》 (영국 영어). 2020년 6월 29일. 2020년 6월 29일에 원본 문서에서 보존된 문서. 2020년 7월 7일에 확인함.
180. ↑  “China cuts Uighur births with IUDs, abortion, sterilization”. 《Associated Press》. 2020년 6월 28일. 2020년 12월 16일에 원본 문서에서 보존된 문서. 2020년 12월 18일에 확인함.
181. ↑  “Birth rate, crude (per 1,000 people) - China”. 세계은행. 2021년 1월 2일에 확인함.
182. ↑  CNN, Ivan Watson, Rebecca Wright and Ben Westcott (2020년 9월 21일). “Xinjiang government confirms huge birth rate drop but denies forced sterilization of women”. CNN. 2020년 9월 27일에 원본 문서에서 보존된 문서. 2020년 9월 26일에 확인함.
183. ↑  Albert, Eleanor. “China's Hard and Soft Lines on Xinjiang”. 《thediplomat.com》. The Diplomat. 2021년 4월 10일에 확인함.
184. ↑  “China condemns 2 ex-Xinjiang officials in separatism cases”. 《apnews.com》. Associated Press. 2021년 4월 10일에 확인함.
185. ↑  Bashir, Shaykh (2008년 7월 1일). “Why Are We Fighting China?” (PDF). NEFA Foundation. 2012년 9월 10일에 원본 문서 (PDF)에서 보존된 문서. 2010년 8월 7일에 확인함.
186. ↑  “The East Turkestan Islamic Movement (ETIM)”. 《Council on Foreign Relations》. 2018년 9월 11일에 원본 문서에서 보존된 문서. 2018년 9월 11일에 확인함.
187. ↑  Weiss, Caleb (2015년 4월 30일). “Turkistan Islamic Party had significant role in recent Idlib offensive”. 《The Long War Journal》. 2015년 7월 21일에 원본 문서에서 보존된 문서. 2015년 9월 12일에 확인함.
188. ↑  Mehsud, Saud; Golovnina, Maria (2014년 3월 14일). “From his Pakistan hideout, Uighur leader vows revenge on China”. 《Reuters》 (DERA ISMAIL KHAN/ISLAMABAD). 2017년 8월 19일에 원본 문서에서 보존된 문서.
189. ↑  Johnson, Ian. “Q. and A.: Nick Holdstock on Xinjiang and 'China's Forgotten People'”. 《New York Times》. 2015년 8월 19일에 원본 문서에서 보존된 문서. 2018년 9월 11일에 확인함.
190. 1 2  Zenn, Jacob (2014년 5월 23일). “Beijing, Kunming, Urumqi and Guangzhou: The Changing Landscape of Anti-Chinese Jihadists”. 《China Brief》 (Jamestown Foundation) 14 (10). 2015년 7월 12일에 원본 문서에서 보존된 문서. 2014년 10월 24일에 확인함.
191. ↑  Acharya, Gunaratna & Pengxin (2010).
192. ↑  Potter, Philip B. K. (Winter 2013). “Terrorism in China: Growing Threats with Global Implications” (PDF). 《Strategic Studies Quarterly》 7 (4): 71–74. 2018년 6월 12일에 원본 문서 (PDF)에서 보존된 문서. 2018년 6월 9일에 확인함.
193. ↑  “China: The Evolution of ETIM”. Stratfor. 2008년 5월 13일. 2018년 6월 12일에 원본 문서에서 보존된 문서. 2018년 6월 10일에 확인함.
194. ↑  “Individuals and Entities Designated by the State Department Under E.O. 13224”. U.S. State Department. 2016년 8월 4일에 확인함.
195. ↑  Pompeo, Michael. “In the Matter of the Designation of the Eastern Turkistan Islamic Movement Also Known as ETIM as a "Terrorist Organization" Pursuant to Section 212(a)(3)(B)(vi)(II) of the Immigration and Nationality Act, as Amended”. 《Federal Register》. US Department of State. 2020년 12월 18일에 확인함.
196. ↑  “TIP Enters Jihadist Mainstream”. SITE Intel Group. 2010년 10월 15일. 2015년 5월 11일에 원본 문서에서 보존된 문서. 2016년 5월 13일에 확인함.
197. ↑  McGregor, Andrew (2010년 3월 11일). “Will Xinjiang's Turkistani Islamic Party Survive the Drone Missile Death of its Leader?”. 《Terrorism Monitor》 (Jamestown Foundation) 8 (10). 2016년 5월 14일에 원본 문서에서 보존된 문서. 2016년 4월 11일에 확인함.
198. ↑  “China diary: Spare no effort to paint a picture”. 《www.telegraphindia.com》. 2019년 12월 12일에 확인함.
199. ↑  Koetse, Manya. “CCTV Airs Program on Xinjiang's 'Vocational Training Centers': Criticism & Weibo Responses”. 2019년 12월 12일에 확인함.
200. ↑  “EASTERN TURKISTAN ISLAMIC MOVEMENT | United Nations Security Council”. 《www.un.org》. 2020년 8월 12일에 확인함.
201. ↑  Cronk, Terri Moon (2018년 2월 7일). “U.S. Forces Strike Taliban, East Turkestan Islamic Movement Training Sites”. 《U.S. Department of Defense》. 2018년 2월 8일에 원본 문서에서 보존된 문서. 2018년 2월 8일에 확인함.
202. ↑  “Consolidated TEXT: 32002R0881 — EN — 10.10.2015”. 《eur-lex.europa.eu》. 2018년 12월 11일에 원본 문서에서 보존된 문서. 2016년 8월 25일에 확인함.
203. ↑  “هؤلاء انغماسيو أردوغان الذين يستوردهم من الصين - عربي أونلاين”. 《3arabionline.com》. 2017년 1월 31일. 2017년 8월 14일에 원본 문서에서 보존된 문서. 2017년 8월 29일에 확인함.
204. ↑  Martina, Michael; Blanchard, Ben; Spring, Jake (2016년 7월 20일).  Ruwitch, John; Macfie, Nick, 편집. “Britain adds Chinese militant group to terror list”. 《Reuters》. 2017년 8월 14일에 원본 문서에서 보존된 문서.
205. ↑  Karagiannis (2009), 67–쪽.
206. ↑  Karagiannis (2009), 112–쪽.
207. ↑  Lansford, Tom (2015년 3월 24일). 《Political Handbook of the World 2015》. SAGE Publications. 818–쪽. ISBN 978-1-4833-7158-0.
208. ↑  American Foreign Policy Council (2014)

–Lovelace (2008)

–Omelicheva (2010)

–Reed & Raschke (2010)
209. ↑  “Anti Money, Anti-Money Laundering, Anti-Terrorism Financing And Proceeds Of Unlawful Activities Act 2001 / List Of Individuals, Entities And Other Groups And Undertakings Declared By The Minister Of Home Affairs As Specified Entity Under Section 66b(1)” (PDF). 2022년 10월 9일에 원본 문서 (PDF)에서 보존된 문서. 2021년 6월 23일에 확인함.
210. ↑  “Three groups active in Xinjiang banned - Pakistan”. 《Dawn.Com》. 2013년 10월 24일. 2016년 11월 17일에 원본 문서에서 보존된 문서. 2017년 8월 29일에 확인함.
211. ↑  “Turkey lists "E. Turkestan Islamic Movement" as terrorists - People's Daily Online”. 《En.people.cn》. 2017년 8월 3일. 2017년 8월 7일에 원본 문서에서 보존된 문서. 2017년 8월 29일에 확인함.
212. ↑  “Turkey-China Relations: From "Strategic Cooperation" to "Strategic Partnership"?”. 《Middle East Institute》. 2019년 12월 31일에 원본 문서에서 보존된 문서. 2019년 12월 31일에 확인함.
213. ↑  “List of groups designated terrorist organisations by the UAE”. 《The National (Abu Dhabi)》. 2015년 5월 6일에 원본 문서에서 보존된 문서. 2015년 5월 19일에 확인함.

–[The Cabinet approves the list of terrorist organisations] |번역제목=은 |제목=을 필요로 함 (도움말) (아랍어). Emirates News Agency (WAM) وكالة أنباء الإمارات. 2014년 11월 15일. 2014년 11월 17일에 원본 문서에서 보존된 문서. 2014년 11월 16일에 확인함.

–“UAE cabinet endorses new list of terrorist groups”. 《Kuwait News Agency》. 2014년 11월 15일. 2014년 11월 29일에 원본 문서에서 보존된 문서. 2014년 11월 16일에 확인함.

–“UAE blacklists 5 Pakistani groups among 83 as 'militant organisations”. 《The Express Tribune》. AFP. 2014년 11월 15일. 2014년 11월 18일에 원본 문서에서 보존된 문서. 2014년 11월 16일에 확인함.

–“UAE Cabinet approves list of designated terrorist organisations, groups”. 2014년 11월 15일. 2016년 1월 30일에 원본 문서에서 보존된 문서. 2016년 2월 10일에 확인함.
214. ↑  “Governance Asia-Pacific Watch”. United Nations. April 2007. 2007년 8월 24일에 원본 문서에서 보존된 문서. 2007년 8월 23일에 확인함.
215. ↑  “UN: Unprecedented Joint Call for China to End Xinjiang Abuses”. 《Human Rights Watch》. 2019년 7월 10일. 2019년 12월 17일에 원본 문서에서 보존된 문서. 2019년 12월 5일에 확인함.
216. ↑  “Ambassadors from 50 countries voice support to China's position on issues related to Xinjiang - Xinhua | English.news.cn”. 《www.xinhuanet.com》. 2019년 7월 27일에 원본 문서에서 보존된 문서. 2020년 8월 12일에 확인함.
217. 1 2  Ben Westcott and Richard Roth. “China's treatment of Uyghurs in Xinjiang divides UN members”. 《CNN》. 2020년 8월 12일에 확인함.
218. ↑  张悦. “Statement at UN supports China on Xinjiang”. 《www.chinadaily.com.cn》. 2020년 8월 12일에 확인함.
219. ↑  Lipes, Joshua (2019년 9월 12일). “US Senate Passes Legislation to Hold China Accountable for Rights Abuses in Xinjiang”. Radio Free Asia. 2019년 10월 5일에 확인함.
220. ↑  “Uyghur bill demanding sanctions on Chinese officials passes US House of Representatives”. ABC News. 2019년 12월 4일. 2019년 12월 4일에 확인함.
221. ↑  Westcott, Ben; Byrd, Haley (2019년 12월 3일). “US House passes Uyghur Act calling for tough sanctions on Beijing over Xinjiang camps”. CNN. 2019년 12월 4일에 확인함.
222. ↑  “Anger in China as US House passes Uighur crackdown bill”. Al Jazeera. 2019년 12월 3일. 2019년 12월 4일에 확인함.
223. ↑  Lee, Se Young; Brunnstrom, David (2019년 12월 3일). “Trump comments, Uighur bill hurt prospects of U.S.-China deal”. 《Reuters》. 2019년 12월 4일에 확인함.
224. ↑  Flatley, Daniel (2019년 12월 4일). “U.S. House Passes Xinjiang Bill, Prompting Threat From China”. Bloomberg News. 2019년 12월 4일에 확인함.
225. ↑  Lipes, Joshua (2020년 6월 17일). “Trump Signs Uyghur Rights Act Into Law, Authorizing Sanctions For Abuses in Xinjiang”. 《Radio Free Asia》. 2020년 6월 17일에 확인함.
226. ↑  “Thailand forcibly sends nearly 100 Uighur Muslims back to China”. 《the Guardian》 (영어). 2015년 7월 9일. 2020년 11월 25일에 확인함.
227. ↑  Putz, Catherine. “Thailand Deports 100 Uyghurs to China”. 《The Diplomat》 (11 July 2015). 2018년 10월 20일에 원본 문서에서 보존된 문서. 2018년 9월 11일에 확인함.
228. ↑  “Foreign reaction: Thailand condemned over Uighur”. 《Bangkok Post》. Associated Press. 2018년 9월 11일에 확인함.
229. ↑  “HRW condemns Malaysia for deporting Uighurs”. 《www.unhcr.org》. Agence France Presse. 2016년 1월 11일에 원본 문서에서 보존된 문서. 2015년 10월 25일에 확인함.
230. ↑  Alexander Kriebitz and Raphael Max (2020). “The Xinjiang Case and Its Implications from a Business Ethics Perspective”. 《Human Rights Review》 21 (3): 243–265. doi:10.1007/s12142-020-00591-0. 2020년 11월 17일에 확인함.
231. ↑  Murgia M, Shepherd C. “US universities reconsider research links with Chinese AI company.”. Financial Times. 2020년 11월 17일에 확인함.
232. ↑  Shamil Shams (2017년 6월 1일). “Istanbul attack: Why China's Uighurs are joining global jihadist groups”. 《Deutsche Welle》.
233. ↑  Blanchard, Ben (2017년 5월 11일). “Syria says up to 5,000 Chinese Uighurs fighting in militant groups”. 《Reuters》. 2020년 7월 24일에 확인함.
234. ↑  “Many don't speak Arabic, but these Chinese militants are thriving in Syria”. 《Al Arabiya English》. 2017년 4월 22일. 2020년 7월 24일에 확인함.
235. ↑  Mohanad Hage Ali (2016년 3월 2일). “China's proxy war in Syria: Revealing the role of Uighur fighters”. 《Al Arabiya English》. 2020년 7월 24일에 확인함.
236. ↑  CHARLIE CAMPBELL (2016년 7월 21일). “Uighurs Joining ISIS Poses Security Problems for China”. 《Time Magazine》. 2020년 11월 25일에 확인함.
237. ↑  “Turkey nightclub attack: Police 'detain several Uighurs' in raids”. 《BBC News》 (영국 영어). 2017년 1월 5일. 2020년 11월 25일에 확인함.
238. ↑  Nodirbek Soliev (January 2017). “The Rise of Uyghur Militancy in and Beyond Southeast Asia: An Assessment”. 《Counter Terrorist Trends and Analyses》 (S. Rajaratnam School of International Studies).

## 추가 자료
- Al-Tamimi, Naser M. (2013). 《China-Saudi Arabia Relations, 1990-2012: Marriage of Convenience Or Strategic Alliance?》. Routledge. ISBN 978-1-134-46153-0.
- Bulag, Uradyn E. (2010). 《Collaborative Nationalism: The Politics of Friendship on China's Mongolian Frontier》. Rowman & Littlefield Publishers. ISBN 978-1-4422-0433-1.
- Dillon, Michael (2008). 《Contemporary China - An Introduction》. Routledge. ISBN 978-1-1342-9054-3.
- Gladney, Dru C. (1991). 《Muslim Chinese: ethnic nationalism in the People's Republic》. Council on East Asian Studies, Harvard University. ISBN 978-0-674-59496-8.
- Gladney, Dru C. (1996). 《Muslim Chinese: Ethnic Nationalism in the People's Republic》. Council on East Asian Studies, Harvard University. ISBN 978-0-674-59497-5.
- Gladney, Dru C. (2004). 《Dislocating China: Muslims, Minorities, and Other Subaltern Subjects》. University of Chicago Press. ISBN 978-0-226-29776-7.
- Gladney, Dru C. (2013). 〈The Salafiyya Movement in Northwest China: Islamic Fundamentalism among the Muslim Chinese?〉.   Manger, Leif. 《Muslim Diversity: Local Islam in Global Contexts》. Routledge. ISBN 978-1-136-81857-8.
- Harris, Rachel (2004). 《Singing the Village: Music, Memory and Ritual Among the Sibe of Xinjiang》. Oxford University Press. ISBN 978-0-1972-6297-9.
- Iredale, Robyn R.; Bilik, Naran; Guo, Fei (2003). 《China's minorities on the move: selected case studies》. M.E. Sharpe. ISBN 978-0-7656-1023-2.
- Kadeer, Rebiya (2009). 《Dragon Fighter: One Woman's Epic Struggle for Peace with China》. Alexandra Cavelius. Kales Press. ISBN 978-0-9798-4561-1.
- Liew, Leong H.; Wang, Shaoguang, 편집. (2004). 《Nationalism, Democracy and National Integration in China》. Taylor & Francis. ISBN 978-0-415-30750-5. ISBN 978-0-203-40429-4 (e-book)
- Millward, James A. (1998). 《Beyond the Pass: Economy, Ethnicity, and Empire in Qing Central Asia, 1759-1864》. Stanford University Press. ISBN 978-0-8047-2933-8.
- Nyíri, Pál; Breidenbach, Joana (2005). 《China Inside Out: Contemporary Chinese Nationalism and Transnationalism》. Central European University Press. ISBN 978-963-7326-14-1.
- Safran, William (1998). 《Nationalism and ethnoregional identities in China》. Psychology Press. ISBN 978-0-7146-4921-4.
- Sautman, Barry (2000). 〈Legal Reform and Minority Rights in China〉.   Nagel, Stuart. 《Handbook of Global Legal Policy》. CRC Press. 71–102쪽. ISBN 978-0-8247-7892-7.
- Schein, Louisa (2000). 《Minority Rules: The Miao and the Feminine in China's Cultural Politics》. Duke University Press. ISBN 978-0-8223-2444-7.
- Steele, Jonathan (1984년 10월 24일). 《Soviet Power》. Simon and Schuster. ISBN 978-0-671-52813-3.
- Tanner, Harold Miles (2009). 《China: a history》. Hackett. ISBN 978-0-87220-915-2.
- Wang, Gungwu; Zheng, Yongnian, 편집. (2008). 《China and the New International Order》. Taylor & Francis. ISBN 978-0-203-93226-1.
- Wayne, Martin I. (2007). 《China's War on Terrorism: Counter-Insurgency, Politics and Internal Security》. Routledge. ISBN 978-1134106233.
- Wong, John; Zheng, Yongnian, 편집. (2002). 《China's Post-Jiang Leadership Succession: Problems and Perspectives》. World Scientific. ISBN 978-9-812-70650-8.